# Crematogaster mimosae
Crematogaster mimosae är en myrart som beskrevs av Santschi 1914. Crematogaster mimosae ingår i släktet Crematogaster och familjen myror.

## Underarter
Arten delas in i följande underarter:
- C. m. mimosae
- C. m. tenuipilis